# الزراعة في مصر
يمثل القطاع الزراعي في مصر 14.7% من الناتج القومي الإجمالي ويعمل بها حوالي 8.5 ملايين شخص ما يشكل نسبة 32% من سوق العمل المصري. بلغت قيمة الإنتاج الزراعي 142.2 مليار جنيه وقيمة الصادرات الزراعية نحو 6.79 مليارات جنيه خلال عام 2008. مساحة مصر الإجمالية مليون كم2 وهي ما يساوي 238 مليون فدان معظمها صحراء ومنها 5.5% فقط مسكونة وتبلغ المساحة المزروعة 8.6 ملايين فدان أي ما يمثل 3% من إجمالي مساحة مصر.

## تاريخ
بعد قيام ثورة يوليو 1952 بمصر بقيادة جمال عبد الناصر والضباط الأحرار وضعت الثورة بعض مبادئها الست موضع التنفيذ ومنها إقامة حياة ديمقراطية سليمة وعدالة اجتماعية وجيش وطني قوي. ولتحقيق مبدأ العدالة الاجتماعية صدر قانون الإصلاح الزراعي مبكرا في 9 سبتمبر 1952 - في عهد الرئيس محمد نجيب- وطبقه جمال عبد الناصر. وينص القانون على تحديد الملكية الزراعية للأفراد، وأخذ الأرض من كبار الملاك وتوزيعها على صغار الفلاحين المعدمين. وصدرت تعديلات متتالية حددت ملكية الفرد والأسرة متدرجة من 200 فدان إلى خمسين فدان للملاك القدامى.
ارتبط المصريون بنهر النيل منذ أقدم العصور، وارتبطت مصر وحضارتها بالزراعة، وابتكر المصري القديم الآلات الزراعية وآلات الري، وعنى المصريون بتصوير العمليات الزراعية من حرث وري وحصاد وتخزين على جدران معابدهم، ووضعوا أساس التقويم الزراعي، فكانت مصر أول دولة نظمت فيها الزراعة بمواعيد.
وكان الفراعنة أصحاب أقدم مدرسة للري في التاريخ، حيث أرسوا قواعد الري الحوضي على أسس هندسية دقيقة، وأقاموا السدود وشقوا القنوات وأقاموا بعض شبكات الري لتوزيع المياه وتخزينها، وأنشئوا المقاييس لتحديد ارتفاع مياه النيل وتقدير الضرائب على أساسها، واستخدموا قواعد حسابية بالغة الدقة، وبذلك كان للنشاط الزراعي الفضل في تقدم المصريين القدماء في علوم الفلك والحساب والإحصاء والمساحة.
استمر النشاط الزراعي يشكل ركيزة الحضارة والاقتصاد عبر العصور التاريخية المتتالية، ففي عصر البطالمة اتسعت مساحة الأراضي الزراعية وتنوعت المحاصيل المزروعة وعنى ملوك البطالمة بشئون الري وتنظيم استخدام المياه وشق الترع والقنوات وإقامة الجسور وحفر الآبار في الصحراء. كما حققت مصر في العصر الإسلامي تقدماً متواصلاً في مجال الزراعة، فتم استصلاح الأراضي، واستمر الاهتمام بزراعة الحبوب وأدخلت زراعة الأرز والذرة الشامية وانتشرت زراعة البقول وزراعة القطن التي ازدهرت في مصر. ومنذ قيام ثورة يوليو 1952 وحتى الآن تواصل الاهتمام بقطاع الزراعة والعمل على تطوير وتنمية هذا القطاع الهام، وعرفت مصر تنفيذ مشروعات الري العملاقة فتم البدء في إنشاء السد العالي عام 1960.

## التشريعات المنظمة

### الزراعة
- قانون رقم 84 لسنة 1962 في شأن نظام بطاقات الحيازة الزراعية.[5]
  - التعديلات:
    - قانون رقم 145 لسنة 1962.[6]
- قانون رقم 53 لسنة 1966 في شأن الزراعة.[7]
  - ألغي بموجبه:
    - الدكريتو الصادر في 5 يونيه سنة 1902 بشأن معاقبة من يستعمل القسوة مع الحيوانات.
    - القانون رقم 6 لسنة 1912 بمنع ذبح عجول البقر وإناثها.
    - القانون رقم 30 لسنة 1921 بالاحتياطات التي تتخذ لإبادة دودة لوز القطن.
    - القانون رقم 13 لسنة 1922 لوقاية الطيور النافعة للزراعة.
    - القانون رقم 5 لسنة 1926 بمراقبة بذرة القطن.
    - القانون رقم 133 لسنة 1935 بمنع تصدير الحيوانات المستخدمة في الزراعة أو النقل إلى الخارج.
    - القانون رقم 27 لسنة 1936 بمنع تصدير السمان إلى الخارج.
    - القانون رقم 59 لسنة 1938 بمراقبة أصناف القطن.
    - القانون رقم 28 لسنة 1941 بشأن زراعة الأشجار الخشبية على جسور الترع والمصارف العامة.
    - الأمر رقم 606 لسنة 1945 بتقرير مرور الحيوانات المستوردة على المحاجر البيطرية الذي استمر العمل به بالقانون رقم 110 لسنة 1945.
    - القانون رقم 134 لسنة 1946 بتقرير قيود دخول طيور الزينة وريش هذه الطيور إلى القطر المصري.
    - القانون رقم 123 لسنة 1946 بتعميم زراعة التقاوي المنتقاة من الحاصلات الزراعية والقوانين المعدلة له.
    - القانون رقم 60 لسنة 1948 في شأن الحيوان الشرس وإعدامه.
    - القانون رقم 102 لسنة 1951 في شأن إحصاء بعض الحيوانات.
    - القانون رقم 65 لسنة 1953 في شأن حظر صيد بعض الحيوانات البرية.
    - القانون رقم 297 لسنة 1953 في شأن تنقية النباتات الغريبة من زراعات القطن.
    - القانون رقم 951 لسنة 1953 في شأن تعميم زراعة تقاوي القطن المنتقاة.
    - القانون رقم 170 لسنة 1954 في شأن تربية نباتات الفاكهة.
    - القانون رقم 417 لسنة 1954 في شأن حماية المزروعات من الآفات والأمراض الطفيلية.
    - القانون رقم 445 لسنة 1954 في شأن حظر استعمال العبوات المبطنة بالورق المقطرن في عمليات جني القطن.
    - القانون رقم 449 لسنة 1954 في شأن تداول الأقطان الزهر.
    - القانون رقم 509 لسنة 1954 في شأن المبيدات.
    - القانون رقم 386 لسنة 1955 في شأن منع تصدير أشجار وفصائل نخيل البلح.
    - القانون رقم 523 لسنة 1955 في شأن مراقبة النباتات والمنتجات النباتية المصدرة للخارج.
    - القانون رقم 539 لسنة 1955 في شأن التدابير التي تتخذ لمقاومة الآفات.
    - القانون رقم 27 لسنة 1956 في شأن تربية ووقاية النحل.
    - القانون رقم 41 لسنة 1956 في شأن المخصبات الزراعية.
    - القانون رقم 203 لسنة 1956 في شأن الكلاب ومرض الكلب.
    - القانون رقم 339 لسنة 1956 في شأن الأصناف المختلفة من الأقطان الزهر.
    - القانون رقم 21 لسنة 1957 في شأن تنظيم تجارة علف الحيوان.
    - القانون رقم 200 لسنة 1957 في شأن تعيين مناطق زراعة أصناف القطن.
    - القانون رقم 48 لسنة 1958 في شأن تنظيم أعمال السلخ وحفظ الجلود الخام.
    - القانون رقم 158 لسنة 1958 في شأن إنتاج بذرة القطن.
    - القانون رقم 146 لسنة 1960 في شأن تسجيل أصناف الحاصلات الزراعية.
    - القانون رقم 258 لسنة 1960 في شأن حذر إخراج بذرة القطن.
    - القانون رقم 278 لسنة 1960 في شأن مراقبة تقاوي الحاصلات الزراعية.
    - القانون رقم 84 لسنة 1961 في شأن وجوب ذبح الحيوانات المستوردة من الخارج.
    - القانون رقم 84 لسنة 1962 في شأن نظام بطاقات الحيازة الزراعية.
    - القانون رقم 131 لسنة 1963 في شأن تحديد مساحة الأراضي التي تزرع بالحاصلات الصيفية.
    - القانون رقم 166 لسنة 1963 في شأن تنظيم الإنتاج الزراعي.
    - القانون رقم 11 لسنة 1964 في شأن تنظيم الدورة الزراعية.

  - التعديلات:
    - قانون رقم 59 لسنة 1973.[8]
    - قانون رقم 37 لسنة 1976.[9]
    - قانون رقم 100 لسنة 1976.[10]
    - قانون رقم 31 لسنة 1978.[11]
    - قانون رقم 59 لسنة 1978.[12]
    - قانون رقم 154 لسنة 1980.[13]
    - قانون رقم 116 لسنة 1983.[14]
    - قانون رقم 225 لسنة 1984.[15]
    - قانون رقم 2 لسنة 1985.[16]
    - قانون رقم 231 لسنة 1988.[17]
    - قانون رقم 13 لسنة 2014.[18]
    - قانون رقم 7 لسنة 2018.[19]
    - قانون رقم 34 لسنة 2018.[20]

### تحسين وصيانة الأراضي الزراعية
- قانون رقم 38 لسنة 1976 في شأن تحسين وصيانة الأراضى الزراعية.[21]
  - التعديلات:
    - قانون رقم 14 لسنة 2019.[22]

### حظر تملك الأجانب للأراضي الزراعية
- قانون رقم 15 لسنة 1963 في شأن حظر تملك الأجانب للأراضي الزراعية وما في حكمها.[23]
  - التعديلات:
    - قانون رقم 29 لسنة 1969.[24]
    - قانون رقم 35 لسنة 1971.[25]
    - قانون رقم 69 لسنة 1971.[26]
    - قانون رقم 128 لسنة 1974.[27]
    - قانون رقم 104 لسنة 1985.[28]

### الري والصرف
- قانون رقم 35 لسنة 1949 في شأن المصارف الحقلية.[29]
- قانون رقم 68 لسنة 1953 في شأن الري والصرف.[30]
  - ألغي بموجبه:
    - الأمر العالي الصادر في 25 يناير 1881.
    - الأمر العالي الصادر في 8 مارس 1881.
    - الأمر العالي الصادر في 9 سبتمبر 1887.
    - الأمر العالي الصادر في 22 فبراير 1894.
    - الأمر العالي الصادر في 15 مايو 1903.

  - التعديلات:
    - قانون رقم 29 لسنة 1956.[31]
    - قانون رقم 385 لسنة 1956.[32]
    - قانون رقم 164 لسنة 1957.[33]
    - قانون رقم 116 لسنة 1959.[34]
- قانون رقم 82 لسنة 1956 في شأن المصارف الحقلية.[35]
  - ألغي بموجبه:
    - قانون رقم 35 لسنة 1949.

  - التعديلات:
    - قانون رقم 115 لسنة 1959.[36]
    - قانون رقم 87 لسنة 1962.[37]
- قانون رقم 74 لسنة 1971 في شأن الري والصرف.[38]
  - ألغي بموجبه:
    - القانون رقم 87 لسنة 1942.
    - القانون رقم 148 لسنة 1949.
    - القانون رقم 20 لسنة 1953.
    - القانون رقم 68 لسنة 1953.
    - القانون رقم 71 لسنة 1953.
    - القانون رقم 82 لسنة 1956.

  - التعديلات:
    - قانون رقم 68 لسنة 1975.[39]
    - قانون رقم 15 لسنة 1978.[40]
    - قانون رقم 60 لسنة 1979.[41]
- قانون رقم 12 لسنة 1984 في شأن الري والصرف.[42]
  - ألغي بموجبه:
    - القانون رقم 74 لسنة 1971.
    - المادة رقم 21 من القانون رقم 143 لسنة 1981.

  - التعديلات:
    - قانون رقم 213 لسنة 1994.[43]
    - قانون رقم 102 لسنة 2015.[44]

  - اللائحة التنفيذية:
    - قرار وزاري رقم 14717 لسنة 1987.[45]
    - قرار وزاري رقم 54 لسنة 2008.
    - قرار وزاري رقم 258 لسنة 2008.
    - قرار وزاري رقم 1634 لسنة 2015.
    - قرار وزاري رقم 30 لسنة 2021.[46]

### الأراضي الصحراوية
- قانون رقم 124 لسنة 1958 في شأن تنظيم تملك الأراضي الصحراوية.[47]
  - التعديلات:
    - قانون رقم 259 لسنة 1959.[48]
- قانون رقم 143 لسنة 1981 في شأن الأراضي الصحراوية.[49]
  - التعديلات:
    - قانون رقم 205 لسنة 1991.[50]
    - قانون رقم 96 لسنة 1995.[51]
    - قانون رقم 72 لسنة 1996.[52]
    - قانون رقم 11 لسنة 2024.[53]

### الإصلاح الزراعي
- قانون رقم 178 لسنة 1952 في شأن الإصلاح الزراعي «بموجب المادة 12 من القانون تأسست لجنة عليا للإشراف على الاستيلاء والتوزيع».[54][55]
  - التعديلات:
    - قانون رقم 197 لسنة 1952.[56]
    - قانون رقم 264 لسنة 1952.[57]
    - قانون رقم 271 لسنة 1952.[58]
    - قانون رقم 311 لسنة 1952.[59]
    - قانون رقم 108 لسنة 1953.[60][61]
    - قانون رقم 131 لسنة 1953.[62][63]
    - قانون رقم 225 لسنة 1953.[64][65]
    - قانون رقم 241 لسنة 1953.[66][67]
    - قانون رقم 270 لسنة 1953.[68][69]
    - قانون رقم 300 لسنة 1953.[70]
    - قانون رقم 397 لسنة 1953.[71]
    - قانون رقم 405 لسنة 1953.[72][73]
    - قانون رقم 406 لسنة 1953.[74][75]
    - قانون رقم 452 لسنة 1953.[76][77]
    - قانون رقم 210 لسنة 1954.[78]
    - قانون رقم 355 لسنة 1954.[79][80]
    - قانون رقم 403 لسنة 1954.[81]
    - قانون رقم 474 لسنة 1954.[82]
    - قانون رقم 245 لسنة 1955.[83][84]
    - قانون رقم 411 لسنة 1955.[85]
    - قانون رقم 554 لسنة 1955.[86]
    - قانون رقم 651 لسنة 1955.[87]
    - قانون رقم 267 لسنة 1956.[88]
    - قانون رقم 268 لسنة 1956.[89]
    - قانون رقم 298 لسنة 1956.[90]
    - قانون رقم 333 لسنة 1956.[91]
    - قرار رئيس الجمهورية لسنة 1957 والذي أنشئت بموجبه الهيئة العامة للإصلاح الزراعي.[92][93]
    - قانون رقم 84 لسنة 1957.[94]
    - قانون رقم 148 لسنة 1957.[95]
    - قانون رقم 24 لسنة 1958.[96]
    - قانون رقم 120 لسنة 1958.[97]
    - قانون رقم 121 لسنة 1958.[98][99]
    - قانون رقم 168 لسنة 1958.[100][101]
    - قانون رقم 183 لسنة 1959.[102]
    - قانون رقم 205 لسنة 1959.[103]
    - قرار رئيس الجمهورية رقم 1377 لسنة 1959.[104][105][106]
    - قانون رقم 34 لسنة 1960.[107]
    - قانون رقم 60 لسنة 1960.[108]
    - قانون رقم 274 لسنة 1960.[109]
    - قانون رقم 127 لسنة 1961.[110]
    - قانون رقم 132 لسنة 1961.[111]
    - قانون رقم 172 لسنة 1961.[112]
    - قانون رقم 185 لسنة 1961.[113]
    - قانون رقم 187 لسنة 1961.[114]
    - قانون رقم 85 لسنة 1962.[115]
    - قانون رقم 139 لسنة 1962.[116]
    - قانون رقم 17 لسنة 1963.[117][118]
    - قانون رقم 83 لسنة 1963.[119][120]
    - قانون رقم 138 لسنة 1964.[121]
    - قانون رقم 14 لسنة 1965.[122]
    - قانون رقم 45 لسنة 1965.[123]
    - قانون رقم 52 لسنة 1966.[124]
    - قانون رقم 69 لسنة 1971.[125]
    - قانون رقم 75 لسنة 1971.[126]
    - قانون رقم 123 لسنة 1974.[127]
    - قانون رقم 96 لسنة 1992.[128]
    - قانون رقم 15 لسنة 2022.[129]

  - اللائحة التنفيذية:
    - مرسوم لسنة 1953.[130]
    - قرار رئيس الجمهورية لسنة 1957.[131]
    - قرار رئيس الجمهورية رقم 691 لسنة 1962.[132]
- قانون رقم 494 لسنة 1953 بشأن محاكم النظر في المنازعات الخاصة بقانون الإصلاح الزراعي.[133]
  - التعديلات:
    - قانون رقم 524 لسنة 1954.[134]
- قانون رقم 2193 لسنة 1967 بشأن التصرف في حدائق الإصلاح الزراعي.[135]
- قرار رئيس الجمهورية رقم 46 لسنة 1969 بشأن التصرف في حدائق الإصلاح الزراعي.[136]
- قانون رقم 3 لسنة 1986 بشأن تصفية بعض الأوضاع المترتبة على قوانين الإصلاح الزراعي.[137]
  - اللائحة التنفيذية:
    - قرار وزاري رقم 877 لسنة 1986.[138]
    - قرار وزاري رقم 221 لسنة 1989.[139]
- قانون رقم 50 لسنة 1969 بشأن تعيين حد أقصى لملكية الأسرة والفرد في الأراضي الزراعية وما في حكمها.[140]
  - التعديلات:
    - قانون رقم 81 لسنة 1971.[141]
- قانون رقم 119 لسنة 1959 بشأن توزيع الأراضي الزراعية المصادرة على صغار الفلاحين.[142]
  - التعديلات:
    - قانون رقم 65 لسنة 1960.[143]
- قانون رقم 3 لسنة 1963 بشأن توزيع أراضي على صغار الزراع.[144]
- قانون رقم 30 لسنة 1944 بشأن الإصلاح الزراعي القروي.[145]
- قانون رقم 152 لسنة 1957 بشأن تنظيم استبدال الأراضي الزراعية الموقوفة على جهات البر.[146]
- قانون رقم 264 لسنة 1960 بشأن استبدال الأراضي الزراعية الموقوفة على جهات البر العامة للأقباط الأرثوذكس.[147]
- قانون رقم 44 لسنة 1962 بشأن تسليم الأعيان التي تديرها وزارة الأوقاف إلى الهيئة العامة للإصلاح الزراعي والمجالس المحلية.[148]
- قانون رقم 71 لسنة 1962 بشأن التركات الشاغرة التي تتخلف عن المتوفيين من غير وارث.[149]
- قانون رقم 84 لسنة 1963 بشأن الاعتراضات ببور الأرض المقدمة إلى الهيئة العامة للإصلاح الزراعي.[150]
- قانون رقم 104 لسنة 1964 بشأن تملك الدولة للأراضي الزراعية التي تم الاستيلاء عليها دون مقابل.[151]
- حكم عدم دستورية القرار بقانون رقم 104 لسنة 1964 بأيلولة ملكية الأراضى الزراعية التى تم الاستيلاء عليها إلى الدولة دون مقابل.[152]
- قانون رقم 15 لسنة 1970 بشأن تقرير بعض الأحكام الخاصة بتصرفات الملاك الخاضعين لأحكام قوانين الإصلاح الزراعي.[153]
- قانون رقم 50 لسنة 1979 بشأن تعديل القانون رقم 15 لسنة 1970.[154]
- قرار رئيس الجمهورية رقم 247 لسنة 1986 بشأن تخصيص نسبة من حصيلة إيرادات بساتين الإصلاح الزراعي للصرف على أغراض الإحلال.[155]

### مستقبل مصر للتنمية المستدامة
- قرار رئيس الجمهورية رقم 591 لسنة 2022 في شأن إنشاء جهاز مستقبل مصر للتنمية المستدامة.
- قرار رئيس الجمهورية رقم 114 لسنة 2024 في شأن تخصيص بعض الأراضي.[156]

### التعمير والتنمية الزراعية
- قانون رقم 169 لسنة 1954 بشأن إنشاء الهيئة الدائمة لاستصلاح الأراضي: أنشئت بموجبه «الهيئة الدائمة لاستصلاح الأراضي».[157]
- قانون رقم 643 لسنة 1955 بشأن الهيئة الدائمة لاستصلاح الأراضي.[158]
- قرار رئيس الجمهورية رقم 1043 لسنة 1957: تم بموجبه إدماج «مؤسسة مديرية التحرير» في «الهيئة الدائمة لاستصلاح الأراضي».[159]
- قرار رئيس الجمهورية رقم 1515 لسنة 1961 بشأن إنشاء المؤسسة العامة لتعمير الصحاري.[160]
- قرار رئيس الجمهورية رقم 572 لسنة 1959 بشأن إنشاء الهيئة العامة لتعمير الصحاري.[161]
- قرار رئيس الجمهورية رقم 3316 لسنة 1962 بشأن المؤسسة المصرية العامة لتعمير الأراضي: أنشئت بموجبه «المؤسسة المصرية العامة لتعمير الأراضي» لتحل محل «الهيئة الدائمة لاستصلاح الأراضي».[162]
- قرار رئيس الجمهورية رقم 3317 لسنة 1962 بشأن المؤسسة المصرية العامة لتعمير الصحاري: حلت بموجبه «المؤسسة المصرية العامة لتعمير الصحاري» محل «المؤسسة العامة لتعمير الصحاري».[163]
- قرار رئيس الجمهورية رقم 452 لسنة 1969 بشأن تحويل المؤسسة المصرية العامة لتعمير الأراضي إلى هيئة عامة.[164]
- قرار رئيس الجمهورية رقم 453 لسنة 1969 بشأن تحويل المؤسسة المصرية العامة لتعمير الصحاري إلى هيئة عامة.[165]
- قرار رئيس الجمهورية رقم 2429 لسنة 1971 بشأن الهيئة المصرية العامة للتعمير والمشروعات الزراعية: تم بموجبه تعديل اسم «الهيئة العامة لتعمير الأراضي» إلى «الهيئة المصرية العامة للتعمير والمشروعات الزراعية».[166]
- قرار رئيس الجمهورية رقم 2437 لسنة 1971 بشأن تعديل قرار رئيس الجمهورية رقم 453 لسنة 1969: تم بموجبه تعديل اسم «الهيئة العامة لتعمير الصحاري» إلى «الجهاز التنفيذي للمشروعات الصحراوية».[167]
- قرار رئيس الجمهورية رقم 269 لسنة 1975 بشأن الهيئة العامة لمشروعات التعمير والتنمية الزراعية: تم بموجبه دمج «الجهاز التنفيذي للمشروعات الصحراوية» في «الهيئة المصرية العامة للتعمير والمشروعات الزراعية» وتعديل تسميتها إلى «الهيئة العامة لمشروعات التعمير والتنمية الزراعية».[168]
- قرار رئيس الجمهورية رقم 505 لسنة 1977: تم بموجبه تعديل اختصاصات الهيئة العامة لمشروعات التعمير والتنمية الزراعية.[169]
- قرار رئيس الجمهورية رقم 295 لسنة 1984: تم بموجبه نقل بعض الاختصاصات إلى الهيئة العامة لمشروعات التعمير والتنمية الزراعية.[170]
- قرار رئيس الجمهورية رقم 70 لسنة 2007: تم بموجبه دمج «الهيئة العامة لتنمية بحيرة السد العالي» بما فيها المسطح المائي للبحيرة وما ينشأ عنها من منخفضات في «الهيئة العامة لمشروعات التعمير والتنمية الزراعية».[171][172]
- قانون رقم 146 لسنة 2021 بشأن حماية وتنمية البحيرات والثروة السمكية.[173][174]
  - ألغي بموجبه:
    - قرار رئيس الجمهورية رقم 336 لسنة 1974.
    - قرار رئيس الجمهورية رقم 420 لسنة 1978.
    - إلغاء المادة رقم 3 من قرار رئيس الجمهورية رقم 70 لسنة 2007.

### الهيئة الزراعية المصرية
- قانون رقم 76 لسنة 1954 بشأن إطلاق اسم الجمعية الزراعية المصرية على الجمعية الزراعية الملكية.[175]
- قانون رقم 367 لسنة 1956 بشأن إنشاء الهيئة الزراعية المصرية.[176]
  - ألغي بموجبه:
    - القانون رقم 76 لسنة 1954 وحلت الهيئة محل الجمعية الزراعية المصرية.

  - التعديلات:
    - قرار رئيس الجمهورية قم 176 لسنة 1957.[177]
    - قرار رئيس الجمهورية رقم 413 لسنة 1959.[178]
    - قرار رئيس الجمهورية رقم 269 لسنة 1960.[179]
- قرار رئيس الجمهورية رقم 1940 لسنة 1959 بشأن تشكيل مجلس إدارة الهيئة الزراعية المصرية.[180]
- قرار رئيس الجمهورية رقم 180 لسنة 1960 بشأن إدماج لجنة تحسين نتاج الخيل.[181]
- قرار رئيس الجمهورية رقم 1925 لسنة 1967 بشأن اعتبار الهيئة الزراعية المصرية هيئة عامة.[182]
- قرار رئيس الجمهورية رقم 1173 لسنة 1969 بشأن تشكيل مجلس إدارة الهيئة الزراعية المصرية.[183]

## أراضي الدلتا
يعرف الري السطحي أو الري بالغمر كمجموعة من تقنيات تطبيق مياه الري وتوزيعها فوق سطح التربة بفعل الجاذبية. وعادة ما تصل نسبة الري السطحي بمصر حاليا إلى حوالي 90 ٪ من الأراضي المروية في مصر، وتعدّ كفاءة الري بهذه الطريقة منخفضة. وعادة ما يستخدم نظام الري السطحي في الأراضي القديمة المزروعة، والتي تبلغ المساحة الإجمالية لها نحو 2.73 مليون هكتار (6.5 مليون فدان).

### الري التقليدي
ويعدّ الري بالأحواض وبالشرائح وبالخطوط هي الطريقة الرئيسية للري السطحي في مصر. وتعدّ طرق الري السطحي غير فعالة، والتي يمكن أن تكون بسبب العديد من العقبات الفيزيائية (على سبيل المثال: شدة أنحدار الأرض، والتربة الضحلة، وسوء إمدادات المياه.. وغيرها)، وذلك من خلال سوء التصميم والتخطيط، أو نتيجة الإدارة غير الجيدة للري. ويمثل أستهلاك المياه لهذا النوع من الري نحو 61 ٪ من إجمالي الموارد المائية. ولذلك، فإن تحسين هذا النظام يوفر كميات كبيرة من مياه الري، والتي يمكن استخدامها بعد ذلك للتوسع الأفقي.
ويعتمد هذا الرى على الاساليب التكنولوجية الحديثة المستخدمة حاليا
يبدأ تاريخ إدارة المياه الحديثة في مصر مع بناء سد أسوان  القديم في عام 1902، والقناطر على نهر النيل في أواخر القرن التاسع عشر وأوائل القرن العشرين. حجز وخزّن سد أسوان القديم جزءاً من مياه النيل، ما أتاح زراعة محاصيل متعددة سنوياً في دلتا النيل، في حين رفعت القناطر مستوى مياه النيل حتى تمكن تحويل الماء إلى قنوات ري كبيرة تعمل بصورة موازية للنهر. تم تغيير نظام المياه من النهر أساساً في عام 1970 بعد الانتهاء من السد العالي بأسوان، والقضاء على فيضان النيل السنوي. جلب السد فوائد رئيسية مثل زيادة توافر المياه لأغراض الزراعة في مصر بما في ذلك سنوات الجفاف، ما يؤدي إلى زيادة الدخل والعمالة، والطاقة المائية للإنتاج والسيطرة على الفيضانات وتحسن الملاحة، وإنشاء مصائد الأسماك في بحيرة ناصر. لكن نجم عن ذلك آثار بيئية واجتماعية أيضاً، ويشمل ذلك إعادة التوطين، وفقدان الطمي الخصب الذي يتجمع الآن في الخزان خلف السد، وزيادة في ملوحة التربة.، وزيادة تآكل ونحر السواحل.
بعيداً عن بناء السد العالي بأسوان، فقد تدهورت نوعية المياه من خلال تدفقات الصرف غير المعالجة وتصريف مياه الصرف الصحي المحلي والصناعي. تحسنت طرق معالجة مياه الصرف الصحي في بدايات أعوام عقد 1980، كما تحسنت نوعية المياه في النيل أيضاً تدريجياً مرة أخرى، حيث قررت الحكومة تحديد أنواع المحاصيل التي يجب زراعتها، مما سمح لها تقديم كميات محددة من المياه لكل قناة على أساس الاحتياجات المائية للمحاصيل. في عام 1992، حدث تغيير كبير عندما تم تحرير الأنماط الزراعية والمزارعين لزراعة ما يريدون وبشكل حر. وفي الوقت نفسه بدأت الحكومة بنقل مسؤولية إدارة الترع الفرعية والقنوات لجمعيات وهيئات مستخدمي المياه، وهي عملية تُسمى أيضاً بـ «نقل الري». في منتصف أعوام عقد 1990، بدأت الحكومة أيضاً ثلاثة مشروعات عملاقة لتوسيع عملية الري في «أراضٍ جديدة» في الصحراء.
تعتمد إدارة الموارد المائية في مصر على مجموعة معقدة من البنى التحتية على طول النهر. أهم عنصر في هذه البنية التحتية هو السد العالي في أسوان والذي يشكل بحيرة ناصر. يحمي السد العالي مصر من الفيضانات، ويُخزن المياه للري على مدار السنة وينتج الطاقة المائية. مع اتباع مجرى النهر انطلاقاً من سد أسوان، توجد سبع قناطر لزيادة مستوى مياه النهر، بحيث يمكن أن تتدفق إلى قنوات الري من المستوى الأول. إحدى هذه القنوات قناة الإبراهيمية التي تمتد بطول 350 كم. وقد تم الانتهاء منها في عام 1873، وهي أكبر قناة اصطناعية في العالم. لها فروع خارج الضفة اليسرى لنهر النيل في أسيوط ومن ثم تسير بمحاذاة النهر. تعمل قناطر أسيوط على زيادة التصرف المائي وقد تم الانتهاء منها في عام 1903. على فرع دمياط، توجد قناطر إدفينا على فرع رشيد من النيل. كما يتدفق الماء من النيل إلى واحة الفيوم من خلال قناة تُسمى بحر يوسف، يعود تاريخها إلى العصور الفرعونية. ومن الواحة تتدفق المياه إلى بحيرة قارون. تمتد قناة المياه العذبة من القاهرة إلى الإسماعيلية، وتعمل القناة بالتوازي مع قناة السويس، موفرة مياه الشرب للمدن على طول القناة. ويشار هنا إلى أنه قد تم الانتهاء من بناء كل القنوات في عام 1863. تربط قناة المحمودية النيل بالإسكندرية. تم الانتهاء منها في عام 1820 وذلك لاستخدامها لتلعب دوراً هاماً في الملاحة، لكن في الوقت الحاضر تُستخدم في المقام الأول لأغراض الري وتزويد الإسكندرية بمياه الشرب.

## استصلاح الأراضي الجديدة
يعمل على استصلاح الأراضي الجديدة بالصحراء الغربية والصحراء الشرقية شمال وجنوب مصر عدة كيانات حكومية تعمل في ذات المجال مثل:
- جهاز مستقبل مصر للتنمية المستدامة: ويقوم على مشروعات:
  - مشروع الدلتا الجديدة: هو مشروع لاستصلاح أراضي جديدة بالصحراء الغربية.
  - مشروع سنابل سونو: لاستصلاح أراضي جديدة بالصحراء الغربية جنوب مصر (شرق وغرب الطريق الصحراوي الغربي).
  - مشروع المنيا وبني سويف.
  - مشروع الداخلة العوينات: لاستصلاح أراضي جديدة بالصحراء الغربية.
  - مشروع الكفرة: لاستصلاح أراضي جديدة بالصحراء الغربية.
  - مشروع سيناء: لاستصلاح أراضي جديدة بالصحراء الشرقية.
  - مشروع الصوب الزراعية بمنطقة اللاهون بمحافظة الفيوم.
- شركة تنمية الريف المصري الجديد: وتقوم على مشروعات:
  - قرية الأمل
  - توشكى
  - غرب المراشدة
  - الداخلة
  - امتداد الداخلة
  - غرب كوم أمبو
  - واحة المغرة
  - شرق سيوة
  - الفرافرة القديمة
  - الفرافرة الجديدة
  - جنوب شرق منخفض القطارة
  - امتداد جنوب شرق منخفض القطارة
  - الطور
  - غرب المنيا
  - منطقة غرب 2
- الشركة الوطنية لاستصلاح وزراعة الأراضي: تتبع جهاز مشروعات الخدمة الوطنية للقوات المسلحة أحد أجهزة وزارة الدفاع.
- الشركة الوطنية للزراعات المحمية: تتبع جهاز مشروعات الخدمة الوطنية للقوات المسلحة أحد أجهزة وزارة الدفاع.
- الهيئة العامة لمشروعات التعمير والتنمية الزراعية: تتبع وزارة الزراعة.
- الشركة القابضة لاستصلاح الأراضي وأبحاث المياه الجوفية: تتبع وزارة الزراعة.

### الري بالأساليب الحديثة
- الري المحوري بالرش.
- الري بالتنقيط.

## الإنتاج الزراعي

### المحاصيل
كانت مصر تشتهر في هذة الفترة بزراعة أصناف كثيرة من الحبوب والنباتات والخضروات
1. ومنها من الفول، العدس، الذرة عويجه، الحلبة، الخيار، البصل، الخس
2. ومن الفواكة التين، العنب، النبق، الجميز، البلح.
3. وهنا محاصيل الزيتية، مثل السمسم، الخروع، كما بدأت زراعة الزيتون منذ الأسرة الثامنة عشر ولكنه كان نادراً دائماً.
4. كذلك كانت بمصر حدائق للزهور ممتدة من الزوق المصري، الذي أحب باقات الزهور وأكاليلها، وتوجد صور ملونة لهذه الباقات والأكاليل مرسومة على أرضيات القصور، ومن تلك الزهور أزهار اللوتس والأقحوان وأزهار الغلال الزرقاء، وكذلك النبات المعروف باللفاح، وكانوا يعتبرون ثماره رمزاً للحب،
5. وهناك أيضاًنباتات برية تنمو على ضفاف النيل وفي الصحراء من أعشاب الكرفس والريزومات مما يستعمل إما في طهي الطعام أو في العطور والبردي ونباتات الزينة مثل اللبلاب والسوسن، ونباتات الصباغة، والنباتات الطبية مثل شجرة التربنتين.

### الصادرات
قال الدكتور محمد القرش المتحدث باسم وزارة الزراعة، إننا قاربنا على زيادة الصادرات الزراعية حوالى 15% العام الحالى 2021، مضيفا أنه للعام الرابع على التوالى نشهد طفرات في حجم الصادرات الزراعية. وأضاف خلال مداخلة هاتفية مع الإعلامية سارة حازم عبر برنامجها اليوم المذاع على قناة دى ام سى، أن نظرة القيادة السياسة للزراعة أنه شق مؤثر في الدولة ويتجاوز التأثير 50% بالدولة، لافتا إلى أن الدولة تبذل جهودا مباشرة وغير مباشرة وهناك مشروعات قومية كبرى في مجال الزراعة". وكان  السيد القصير وزير الزراعة واستصلاح الأراضي، تلقى تقريرا من الدكتور أحمد العطار رئيس الإدارة المركزية للحجر الزراعي حول إجمالي الصادرات الزراعية خلال الفترة من الأول من يناير 2021 وحتى 24 نوفمبر 2021، حيث بلغت حوالي 5 ملايين و200 ألف و864 طنا من المنتجات الزراعية بزيادة قدرها حوالي 600 طن عن نفس المدة من العام الماضي.
وضمت قائمة أهم الصادرات الزراعية عن هذه الفترة «الموالح، البطاطس، البصل، فراولة، رمان، بطاطا، فاصوليا، بنجر، جوافة، الفلفل، مانجو، ثوم، عنب، بطيخ». وأضاف القصير، أن إجمالي الصادرات الزراعية من الموالح بلغت مليون و882 ألفا و300 طنا، بالإضافة إلي تصدير 620 ألفا و769 طن بطاطس، لتحتل المركز الثاني في الصادرات الزراعية بعد الموالح، بينما تم تصدير 607 آلاف و247 طن بنجر علف، محتلا المركز الثالث في الصادرات، واحتل البصل المركز الرابع في الصادرات الزراعية بإجمالي 256 ألفا و255 طنا، في حين احتل العنب على المركز الخامس في الصادرات بإجمالي 143 ألفا و201 طن، بينما احتلت صادرات مصر من البطاطا على المركز السادس بإجمالي كمية بلغت 94 ألفا و312 طنا. حققت الصادرات الزراعية في المتوسط، خلال الفترة (من يوليو 2014 حتى يونيو 2018 (متوقع) نحو 51,63 مليار جنيه، بنسبه زيادة نحو 20,54% من جملة الصادرات الكلية. ويوضح الجدول التالى، تطور مساهمة الصادرات الزراعية في الصادرات الكلية  في مصر خلال الفترة (2014-2018).
ارتفع حجم صادرات القطاع خلال الفترة من يناير إلى سبتمبر2017 بنحو 2,162%  مليار دولار، وبلغت قيمة صادرات الموالح، لنفس الفترة، 511,22 مليون دولار وسجلت صادرات الفاكهة نحو 324,61 مليون دولار وبلغت صادرات البطاطس 268,09 مليون دولار وقدرت صادرات البصل والثوم بنحو 191,11 مليون دولار.وسجلت الخضر نحو 103,59 ملايين دولار وسجلت صادرات الفول السودانى والمحاصيل البقولية نحو 124,83 مليون دولار، وبلغت صادرات مصر من النباتات الطبية والعطرية 47,13 مليون دولار وسجلت صادرات زهور القطف ونباتات الزينة ما قيمته 32,80 مليون دولار  وسجلت صادرات النخيل 23,21 مليون دولار. وعلى مستوى الأسواق الخارجية، ذكر المجلس التصديرى الزراعى أن الأسواق الروسية تأتى في المرتبة الأولى في استيراد المحاصيل المصرية تليها أسواق المملكة السعودية، ثم هولندا  فالإمارات العربية المتحدة وإيطاليا الخامسة، وشهدت المنتجات المصرية تطوراً، في يوليو 2017 بفتح سوق جديدة للعنب المصرى في الصين، وفتحت فيتنام في نوفمبر 2017 أسواقها وبشكل رسمى أمام الصادرات الزراعية المصرية، خاصة الموالح المصرية من برتقال وليمون ويوسفى،  كما نجحت مصر في تصدير البطاطس لأندونيسيا، والثوم المصرى إلى دولة تايوان لأول مرة.                          

### الاستثمارات في قطاع الزراعة
تحرص خطة الدولة لعام 2016/2017 على رفع مساهمة قطاع الزراعة في النشاط الإقتصادى، بجانب إحداث تنمية شاملة بالمحافظات خاصة محافظات شبه جزيرة سيناء وجنوب الصعيد والمحافظات الحدودية والتركيز على المشروعات ذات البعد القومى وتدعيم مشروعات البحث العلمى الزراعى،
مع تفعيل دور القطاع الخاص للقيام بدور أكبر لتلبية احتياجات القطاع العائلى من الغذاء والقطاع الصناعى والتصدير.
وقد زادات الإستثمارات الزراعية في الفترة من يوليو 2014 حتى يونيو 2018  إلى 18,3 مليار جنيه، بنسبة 4,45 %  من الإستثمارات الكلية مقابل تحقيقها في الفترة من يوليو 2010 حتى يونيو 2014 مبلغ 8,05 مليارات جنيه بنسبة 3,28% من الإستثمارات الكلية.
وبلغت جملة الإستثمارات الحكومية لبرامج الزراعة عام 2016/2017 نحو 745,9  مليون جنيه منها 640,9 مليون جنيه من الخزانة العامة، مقابل تنفيذ إستثمارات حكومية بنحو 734,5 مليون جنيه
منها 427,5 مليون جنيه من خزانة الدولة عام 2015/2016.
وعلى مستوى البرامج الإستثمارية، استحوذ برنامج تنمية خدمات الإنتاج النباتى (إرشاد – بحوث) في خطة عام 2016/2017، على استثمارات بلغت 642,1 مليون جنيه منها 583,2 مليون جنيه تمويل من الخزانة العامة، يليه برنامج تنمية الخدمات البيطرية والسمكية باستثمارات قدرها 103,8 ملايين جنيه  منها 57,7 مليون جنيه  من الخزانة العامة، بينما حصل برنامج استصلاح الأراضى على النصيب الأكبر من استثمارات الهيئات الإقتصادية وتبلغ 101 مليون جنيه.
الدعم الممنوح للمزارعين:
بلغت قيمة الدعم الممنوح للمزارعين عام 2016/2017 نحو 4712,5 مليون جنيه، ويوضح الجدول التالى مدى تطور الدعم الموجه للمزارعين في مصر خلال الفترة   (2014/2018)، شاملاً فروق أسعار شراء القمح المحلى من المزارعين وفروق أسعار شراء القطن وجزء من تكاليف مقاومة محصول القطن.

### قـــــوة العمل
يشهد قطاع الزراعة والغابات والصيد حالة من الإستقرار والتطوير، وقد بلغ إجمالى أعداد العاملين بقطاع الزراعة والصيد واستغلال الغابات عام 2015، حوالى 6,478 ملايين مشتغلاً يشكلون نحو 25,6%  من إجمالى قوة العمل. وذكر بحث القوى العاملة الصادر عن الجهاز المركزى للتعبئة العامة والإحصاء عن الربع الثالث من عام 2017، أن هذا النشاط من أهم الأنشطة الإقتصادية التي اجتذبت أكبر نسبة من الداخلين في سوق العمل حيث اجتذب هذا القطاع نحو 312 ألف مشتغل زيادة خلال الربع الثالث عن الربع الثانى  من عام 2017.

### الناتج المحلى الزراعى
ساهم القطاع الزراعى والغابات والصيد في الناتج المحلى، بتكلفة عوامل الإنتاج وبالأسعار الجارية عام 2016/2017 بنحو 354,9 مليار جنيه، مقابل 318,8 مليار جنيه عام 2015/2016. ومن المستهدف أن يصل المتوسط السنوى للناتج المحلى الزراعى في الفترة من يوليو 2014 حتى يونيو 2018 إلى 336,83 مليار جنيه.

### تطبيق قانون التأمين على الفلاحين
قامت وزارة الزراعة واستصلاح الأراضى بحصر الفلاحين وتطبيق القانون  الذي أصدره الرئيس عبد الفتاح السيسى، للتأمين على الفلاحين، وبدأ فعلياً التأمين على 350 ألف مزارع كمرحلة أولى.
مشروع الحيازة  الإلكترونية: بدأت وزارة الزراعة واستصلاح الأراضى تطبيق نظام الحيازة الإلكترونية، بهدف تيسير التعامل مع ملاك الأراضى الزراعية من خلال رقم موحد للحيازة الزراعية وربطه بالرقم القومى للحائز لضمان وصول دعم الدولة للأسمدة ومستلزمات الإنتاج لمستحقيها. وتبلغ التكلفة الإجمالية للمشروع 357 مليون جنيه، وتم البدء في المنظومة بشكل استرشادى في محافظتى الشرقية والإسماعيلية بوصفهما المحافظتين الأكبر من حيث مساحات الأراضى الزراعية، ويخدم المشروع أكثر من 4 ملايين ونصف المليون فلاح على مستوى الجمهورية، وتستهدف المنظومة الجديدة، استخراج حيازة إلكترونية لمساحة 9 ملايين فدان. وتعمل خطة الدولة للتنمية على زيادة مخصصات برامج دعم القطاع الزراعى، لتطوير أوضاع الفلاحين وتحسين مستوى معيشتهم، ونظراً للتغيرات الإقتصادية واهتمام القيادة السياسية والحكومة بالمزارعين،
تمت زيادة أسعار المحاصيل الإستراتيجية لتحقيق هامش ربح مرضى للمزارع.

## الثروة السمكية
يتولى المعهد القومي لعلوم البحار والمصايد القيام بعمل مسح لشواطئ البحرين المتوسط والأحمر لرسم خريطة للمصايد السمكية لاستكشاف مناطق صيد جديدة على أعماق مختلفة، وتقدير المخزون السمكي الحالي، ورفع إمكانيات الصيد المتاحة لزيادة عرض الأسماك في الأسواق.
وقد بدأت بالفعل السفينة التي يطلق عليها (سلسبيل) إجراءات المسح على شواطئ البحر الأحمر في مارس من عام 2004، أما السفينة الثانية والتي يطلق عليها (اليرموك) فتتولى مسح شواطئ البحر المتوسط.
ويشار إلى أن السفينتين المستخدمتان في عمليات المسح هدية من هيئة المعونة اليابانية (الجايكا) وقد قامت هذه الهيئة بتدريب طاقم السفينتين تدريبا جيدا. وتعتبر سلسبيل السفينة الوحيدة التي تصلح للقيام بمهمة الأبحاث ودراسة المصايد في المنطقة العربية المطلة على البحر الأحمر، وتم تسلم السفينتين في نوفمبر 1999، حيث قامتا بأول رحلة في يناير 2000، ومنذ ذلك التوقيت قامتا بمعدل ممتاز من الرحلات، واستطاعت هاتان السفينتان رسم خريطة لشكل البحرين الأحمر والمتوسط ولأول مرة رغم أنه تم رصد البحرين من الأقمار الصناعية من قبل، ولكن كانت هذه هي أول مرة تقوم فيها سفن أبحاث بهذا العمل.
وهما مجهزتان بشباك جر لأعماق مختلفة لتقدير المخزون السمكي واكتشاف مواقع تجمعات الأسماك الصالحة للصيد، كما أنهما مزودتان بأحدث أجهزة الرصد لتجنب الصيد الجائر وتحديد الإنتاج الأمثل المستمر دون استنزاف أو إخلال وما يتبعه من تحديد عدد المراكب وقوتها ونوعية الشباك وعدد الصيادين للسماح بتكاثر الأسماك، مع مراعاة العوامل الأخرى المساعدة ومنها الضغوط البيئية والملوثات المختلفة مثل الصرف (الصحي والصناعي والزراعي).
ويعتمد عمل «اليرموك» في مسح شواطئ البحر المتوسط على رصد التجمعات السمكية في المياه العميقة والمتوسطة، بالإضافة إلى تحديد أماكن ومواسم توالد الأنواع المختلفة من الأسماك على طول السواحل لمنع صيدها خلال فترة توالدها، وكذلك دراسة توزيع وانتشارها بهدف تنظيم المصايد، حيث يمكن عمل خرائط استرشادية يمكن من خلالها توجيه أسطول الصيد التجاري للأماكن الأكثر عمقاً، حيث توجد مجاميع الأسماك بكثافة اقتصادية يساعد استغلالها على زيادة الإنتاج السمكي، وتطوير طرق ومعدات الصيد المستخدمة في صيد الأسماك السطحية والقاعية وتحديد المعدلات المثلى لاستغلال مخزون الأسماك ومنع صيد الصغيرة قبل قيامها بعمليات التوالد.

## الثروة الحيوانية
- عرف الإنسان المصري تربية الحيوان منذ عصور مصر القديمة فاهتم بتربية الأبقار والأغنام والدواب وجعل منها مصدرا لمساعدته في أعمال الحقل والأعمال الزراعية. ومنذ ذلك اهتم المصري بالحيوانات واستأنس بها بجواره لكى يستفيد من لحومها وأصوافها ومنتجاتها من الألبان والجبن والسمن.
- وفي عهد الإسكندر الأكبر كانت مصر تمتلك نحو 3 ملايين راس من الماشية حيث أدت الغزوات والحملات التي كان يقودها الإسكندر إلى البلدان المجاورة إلى زيادة في أعداد الحيوانات بفضل الغنائم التي كانوا يحصلون عليها في الحروب.
- كما اهتم محمد علي باشا بتربية الحيوانات وعمل على توفير كافة المستلزمات التي تجعل تربية الحيوان في مصر من الحرف المتطورة. فعمل على إدخال آلات جديدة للحيوانات

بعض أنواع الماشية في الوطن العربي: الماعز الخالدي (الإمارات)، الجمل العربي، ثور براهمان، الحصان العربي، الحمير، غنم النجدي (السعودية)

- أما في العصور الحديثة فأُنشأت الكثير من المشاريع لتنمية الثروة الحيوانية في مصر حتى تخطى ذلك حدود مصر وأصبح هناك مشاريع دولية بين مصر وبعض البلدان مثل السودان[196] وألمانيا لتنمية الثروة الحيوانية في مصر.